# Regista radiofonico

Il regista radiofonico è colui che gestisce la messa in onda di un missaggio dei suoni indirizzato ad un ascolto radiofonico. Si può occupare anche della registrazione, editing, missaggio e sincronizzazione di file audio commerciali o artistici, come "jingles", "liners" "spot" o servizi radio nel mondo della pubblicità o dell'informazione.